# Tudor Stavru
Tudor Stavru (n. 1939, Cernavodă, Constanța, România – d. 12 martie 1977, București, România) a fost un sportiv și cascador român, fost campion de kaiac canoe. Este înmormântat la Cernavodă, localitatea lui de origine.
Tudor Stavru a fost sportiv de performanță, practicând kaiac canoe la clubul Dinamo București. S-a aflat printre primii sportivi care au format o grupă de cascadori pentru filme, constituită în anii 1965-1966 la inițiativa regizorului Sergiu Nicolaescu. În calitate de cascador, Tudor Stavru a jucat în peste 22 filme, majoritatea acestora fiind regizate de Sergiu Nicolaescu. În șase filme a fost cascador-șef, iar în celelalte a deținut roluri secundare.
Împreună cu alți sportivi-cascadori, s-a aflat printre primii oameni care au intervenit pentru salvarea victimelor inundațiilor catastrofale din 1970 și a oamenilor prinși sub ruine după cutremurul din 4 martie 1977. Tudor Stavru a murit în timpul unei intervenții la blocul „Nestor” (viitorul Hotel București); a urcat într-un apartament care nu se dărâmase, pentru a căuta supraviețuitori, iar la coborâre una dintre grinzi a cedat, îngropându-l sub dărâmături. A căzut de la etajul opt, murind ulterior la spitalul de urgență.
Cronicile timpului, publicate după moartea sa, l-au gratulat cu epitete sugestive. Ecaterina Oproiu l-a numit „Omul fără moarte”, Radu Georgescu i-a zis „Ultimul Icar”. În necrologul „A căzut un vultur”, Sergiu Nicolaescu scria că „Stavru Teodor pătrundea în sufletul omului nu prin vorbă, ci prin faptă. A fost cel mai bun cascador, cu greu va putea fi înlocuit”, în timp ce Corneliu Vadim Tudor scria: „sublim amestec de bărbăție și candoare, lui Stavru Tudor cel puțin zece supraviețuitori îi pot spune după datina Dunării, ca niște oameni scăpați de la înec, TATĂ”.
A fost înmormântat la Cernavodă, sicriul său fiind condus spre locul de veci de regizorii Sergiu Nicolaescu și Doru Năstase, precum și de alți cascadori.

## Filmografie
- Dacii (1967)
- Răpirea fecioarelor (1968)
- Mihai Viteazul (1971) - șef cascador
- Puterea și adevărul (1972)
- Aventuri la Marea Neagră (1972) - maestru de lupte (menționat Doru Stavru)
- Cu mîinile curate (1972)
- Săgeata căpitanului Ion (1972)
- Adio dragă Nela (1972)
- Ultimul cartuș (1973)
- Conspirația (1973)
- Capcana (1974)
- Dincolo de nisipuri (1974)
- Păcală (1974)
- Un comisar acuză (1974)
- Duhul aurului (1974)
- Agentul straniu (1974)
- Pe aici nu se trece (1975)
- Evadarea (1975)
- Mușchetarul român (1975)
- Patima (1975)
- Osînda (1976)
- Ultimele zile ale verii (1976)
- Buzduganul cu trei peceți (1977)
- Războiul Independenței (serial TV) (1977)
- Pentru Patrie (1978)